# 1933 en photographie
| Années de la photographie : 1930 - 1931 - 1932 - 1933 - 1934 - 1935 - 1936    |
| Décennies de la photographie : 1900 - 1910 - 1920 - 1930 - 1940 - 1950 - 1960 |

Cet article présente les faits marquants de l'année 1933 en photographie.

## Événements
- À la suite de l'arrivée au pouvoir d'Adolf Hitler en Allemagne :
  - Grete Stern émigre à Londres ; elle réussit à emporter avec elle tout son équipement photographique ; elle ouvre un studio de photographie et de publicité[1].
  - Ellen Auerbach quitte l'Allemagne pour la Palestine ; elle devient la photographe officielle de l'Organisation internationale des femmes sionistes (WIZO)[2] ; elle s'installe ensuite à Londres puis gagne les États-Unis.
  - Gertrude Fehr émigre à Paris avec son mari, le peintre suisse Jules Fehr ; ils y ouvrent une école de photographie, l'École Publiphot, 15 rue Simon Dereure à Montmartre[3].
  - Lucia Moholy émigre à Prague, puis doit fuir en Suisse et à Paris, avant de s'installer à Londres[4].
  - Gisèle Freund émigre à Paris où elle peut achever ses études de sociologie commencées à Francfort avec Norbert Elias[5].
  - Lore Krüger émigre en Grande-Bretagne en avril ; elle s'installe sur l'île de Majorque en 1934, se forme comme photographe à Barcelone auprès d'Adolfo Zerkowitz, puis à Paris auprès de Florence Henri[6].
  - Liselotte Grschebina émigre en Palestine puis à Londres.
  - Werner Mantz, établi à Cologne, ouvre un studio secondaire dans la banlieue de Maastricht aux Pays-Bas, en association avec Karl Mergenbaum.
- Alexandre Rodtchenko est chargé d'aller photographier la construction du canal de la mer Blanche à la Baltique pour le magazine SSSR na Stroïké (« l’URSS en construction ») et l'album Belomorstroï.
- Création à Paris de l'agence photographique agence Rapho par Charles Rado, émigré juif hongrois qui s'installe ensuite aux États-Unis, avec les photographes Émile Savitry, Ergy Landau, Ylla et Brassaï. C'est la plus vieille agence de photojournalisme en France, qui sera l'un des piliers de la photographie humaniste.
- Création à Bruxelles de l'agence photographique Sipho.
- Création de l'agence photographique japonaise Nippon-Kobo par les photographes Ihei Kimura et Yōnosuke Natori, le designer graphique Hiromu Hara et le producteur de cinéma Sōzō Okada.
- Marcel Bovis s'installe comme photographe indépendant à la suite de sa rencontre avec Charles Peignot, dont il devient le collaborateur au sein de la revue Arts et Métiers graphiques que ce dernier a fondé en 1927
- Création en France de GAP, une marque d'appareils et d'accessoires photographiques, disparue vers 1950.
- La firme allemande Leica commercialise le Leica 250 Reporter (Leica FF aux États-Unis), un appareil photographique 24 x 36 mm utilisant une bobine de film 35 mm de 10 mètres de long permettant de faire 250 vues[7].

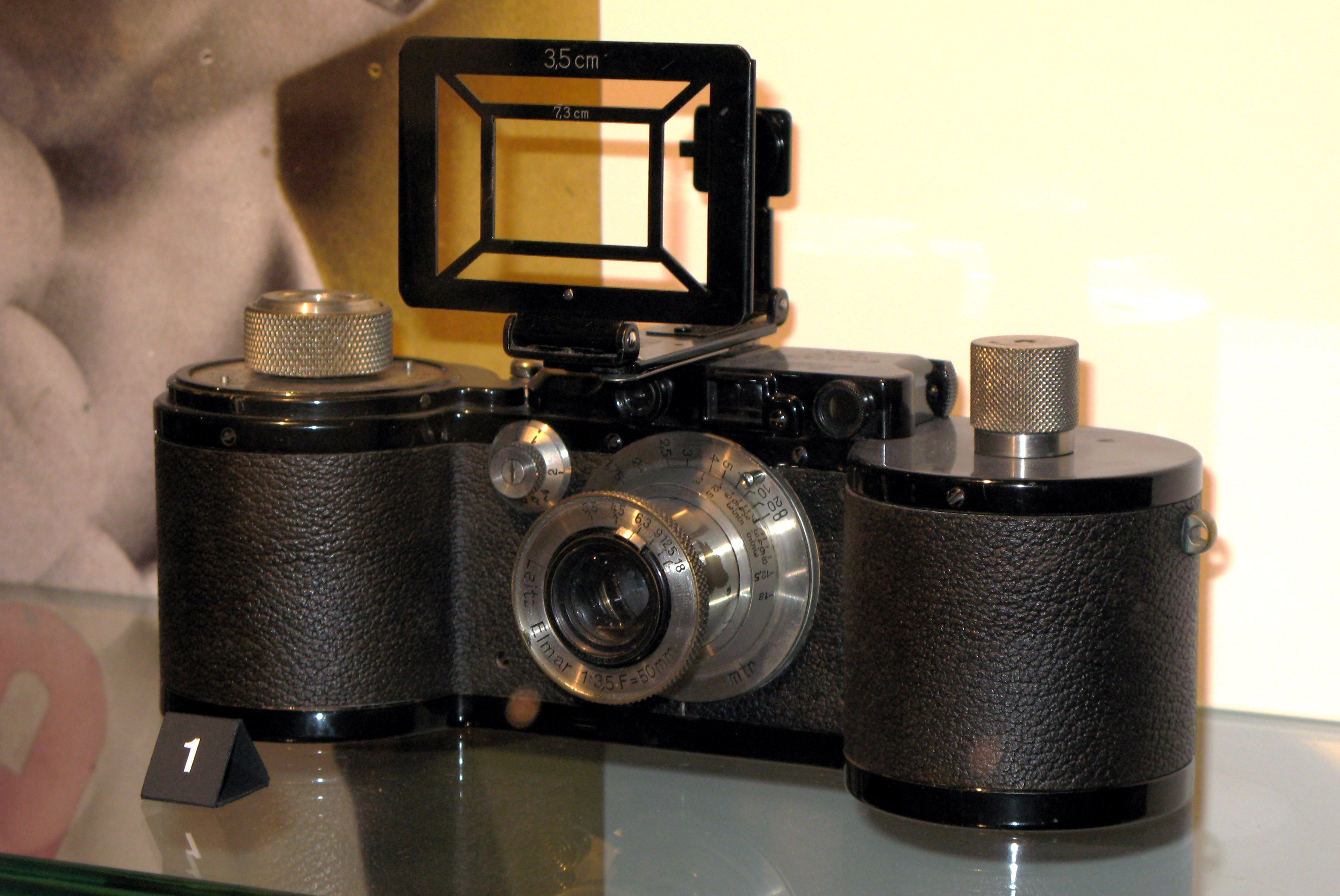
Leica 250 Reporter.

- Début de la publication de la revue française Photo-ciné-graphie : revue photographique et cinématographique pour l'amateur  (ISSN 2781-0755), qui paraît jusqu'en novembre 1935[8].

## Photographies notables
- André Kertész réalise la série intitulée « Distorsions »[9],[10],[11].
- 3 mai : le magazine français d'actualité Vu, basé sur la photographie, qui met en garde contre le danger du fascisme et du nazisme, publie les premières photographies des camps de concentration d’Oranienburg et de Dachau, prises par Marie-Claude Vaillant-Couturier (qui signe Marie-Claude Vogel)[12],[13].
- novembre 1933 : Dora Maar publie la photographie Assia à la fourrure dans la revue Art et Industrie, première publicité pour le studio Kéfer-Dora Maar[14].

## Livres de photographies
- Giulio Ceretti sous le pseudonyme de Paul Allard : Images secrètes de la guerre : 200 photographies censurées en France, Paris, 100 p.[15].

- Brassaï, Paris de nuit, texte de Paul Morand, Paris, Arts et Métiers graphiques (coll. « Réalités »), 60 photographies en héliogravure.
- Victor Bérard (photogr. Frédéric Boissonnas), Dans le sillage d'Ulysse. Album odysséen, Paris, Armand Colin, 130 p. (lire en ligne)[16].
- André Levinson, Les visages de la danse : ouvrage orné de cent dix photographies, Paris, Bernard Grasset, 334 p.

## Études et articles
- Laure Albin Guillot, Photographie publicitaire, Paris, Gauthier-Villars, coll. « Nouvelle Bibliothèque photographique », 63 p. ; elle y décrit le rôle de la photographie dans la publicité moderne.
- Georges Duhamel (photogr. Jean Roubier), L'Humaniste et l'automate, Paris, Paul Hartmann, 208 p.[17].

## Expositions
- janvier : Daniel Masclet organise à Paris à la Galerie Renaissance, rue Royale, une exposition de photographies de nus féminins sous le nom de "Premier salon international de nu photographique" et en publie l'album sous le titre : Nus. Daniel Masclet présente : La beauté de la femme, où figure notamment la photographie Le Violon d'Ingres de Man Ray[18],[19].
- 1er - 20 avril : L'Image photographique en France de Daguerre à nos jours, Galerie d'art Braun, Paris[20].
- 1er juin : inauguration de l'exposition de photographies Kafiristan au musée d'Ethnographie du Trocadéro à Paris, la première d'une série d’expositions de photographies jusqu'en 1935[21].
- 10 novembre - 7 janvier 1934 : La danse et le mouvement. Exposition internationale de photographie,  Archives internationales de la danse, Paris[22].
- 16 novembre - 8 décembre : Walker Evans. Photographs of nineteenth-century houses, Museum of Modern Art (MoMA), New York[23].

## Naissances
- 1er janvier : Kikuji Kawada, photographe japonais, lauréat en 1996 du prix Higashikawa et du prix de la Société de photographie du Japon.
- 23 janvier : Carol-Marc Lavrillier, photographe, galeriste et éditeur français, mort le 6 février 2021.
- 28 janvier : Pierre Cordier, photographe et artiste plasticien belge, mort le 21 mars 2024.
- 18 mars : Eikō Hosoe, (細江 英公, Hosoe Eikō?), photographe japonais, mort le  16 septembre 2024.
- 28 mars : James Bidgood, photographe et cinéaste américain, mort le  31 janvier 2022.
- 5 avril : Henri Dauman, photographe et photojournaliste français actif aux États-Unis, mort le 13 septembre 2023.
- 9 avril : René Burri, photographe suisse, membre de l'agence Magnum, mort le 20 octobre 2014.
- 14 avril : Sue Davies, galeriste britannique, fondatrice à Londres de The Photographers' Gallery, première galerie indépendante de photographie britannique, morte le 18 avril 2020.
- 15 avril : David Hamilton, photographe et réalisateur britannique, mort le 25 novembre 2016.
- 27 avril : Horst Faas, photojournaliste de guerre allemand, mort le 10 mai 2012.
- 15 mai : Tadashi Takamura, photographe japonais, mort le 13 août 2014.
- 20 mai : Dan Budnik, photographe américain, mort le 14 août 2020.
- 30 mai : Michel Auer, photographe, collectionneur et historien de la photographie franco-suisse, mort le 22 octobre 2024.
- 12 juin : Eddie Adams, photojournaliste et photographe de guerre américain, mort le 18 septembre 2004.
- 15 juin : Brian Duffy, photographe de mode et portraitiste anglais, mort le 31 mai 2010.
- 17 juin : Hugues Vassal, photographe et journaliste français, un des cofondateurs de l'agence Gamma et photographe attitré d'Édith Piaf, mort le 24 avril 2023.
- 18 août : Eva Rubinstein, photographe américaine d'origine polonaise, fille du pianiste Arthur Rubinstein.
- 5 septembre : Bruce Davidson, photojournaliste et documentariste américain.
- 6 octobre : Alicia D'Amico, photographe argentine, morte le 30 août 2001.
- 19 novembre : Pierre Tairraz, photographe de montagne français, mort le 14 septembre 2000.
- 25 novembre : Héctor Rondón Lovera, photographe vénézuélien, lauréat du World Press Photo of the Year en 1962 et du Prix Pulitzer en 1963, mort le 21 juin 1984.
- 30 novembre : Jeanloup Sieff, photographe français, lauréat en 1959 du Prix Niépce, mort le 20 septembre 2000.
- 27 décembre : Gunārs Binde, photographe letton.

Date précise inconnue ou non renseignée
- Han Young-soo (en coréen : 한영수) photographe sud-coréen, considéré comme le « Cartier-Bresson sud-coréen » [24], mort en 1999.
- Osamu Hayasaki, photographe japonais, mort le 11 novembre 1993.

## Décès
- 11 janvier : Frederik Riise, 69 ans, photographe danois ayant particulièrement travaillé à Copenhague, né le 8 décembre 1863.
- 14 janvier : Aenne Biermann, 34 ans, photographe allemande, l'une des principales représentantes du mouvement de la Nouvelle objectivité, née le 8 mars 1898.
- 4 février : Jean Gilletta, 76 ans, photographe français et créateur d'une maison d'édition de cartes postales, né le 1er mai 1856.
- 7 février : Charles Bernhoeft (Carl Michael Bernhoeft), 73 ans, photographe luxembourgeois, né le 22 juillet 1859.
- 10 juin : Richard Throssel, photographe américain, né en 1882.
- 21 juin : George Masa (Masahara Izuka), 52 ans, photographe japonais, né le 1881.
- 15 juillet : Clément Maurice, 80 ans, photographe, réalisateur, producteur et scénariste français, né le 22 mars 1853.
- 13 septembre : Kaulak (Antonio Cánovas del Castillo y Vallejo), 70 ans, photographe espagnol, né le 22 décembre 1862.
- 27 septembre : Zaida Ben-Yusuf, 63 ans, photographe américaine, connue notamment pour ses portraits, née le 21 novembre 1869.
- 28 septembre : Emidio Agostinoni, 54 ans, homme politique, journaliste, photographe et enseignant italien, né le 13 mai 1879.
- 6 octobre : Constant Puyo, 75 ans, photographe pictorialiste français, né le 12 novembre 1857.
- 12 novembre : Fred Holland Day, 69 ans, photographe et éditeur américain, né le 8 juillet 1864.
- 2 décembre : Félix Martin-Sabon, 87 ans, photographe français, né le 18 février 1846.
- 11 décembre : Georges Maroniez, 68 ans, peintre et photographe français, né le 17 janvier 1865.

- Date précise inconnue ou non renseignée :
  - Thomas Alfred Grut, photographe et poète de Guernesey, né en 1852.
  - Burnell Poole, peintre et photographe américain, né le 30 août 1884.
  - Antoine Sevruguin, photographe actif en Iran, né vers 1880.

## Célébrations
Centenaire de naissance
- Alfred Noack
- Gianfrancesco Nardi
- Icilio Calzolari
- Carl Curman
- George Martin Ottinger
- Georg Emil Hansen
- Léon Vidal (photographe)
- Henri-Antoine Boissonnas
- Heinrich Eckert

Centenaire de décès
- Nicéphore Niépce, auteur du premier cliché photographique.